# Саут-Уиттиер
Саут-Уиттиер (англ. South Whittier) — невключённая территория и статистически обособленная местность, расположенная в округе Лос-Анджелес (штат Калифорния, США) с населением в 55 193 человека по статистическим данным переписи 2000 года.

## География
По данным Бюро переписи населения США статистически обособленная местность Саут-Уиттиер имеет общую площадь в 13,99 квадратного километра, водных ресурсов в черте населённого пункта не имеется.
Статистически обособленная местность Саут-Уиттиер расположена на высоте 54 метра над уровнем моря.

## Демография
По данным переписи населения 2000 года в Саут-Уиттиер проживало 55 193 человека, 12 266 семей, насчитывалось 14 673 домашних хозяйства и 15 008 жилых домов. Средняя плотность населения составляла около 3960,5 человека на один квадратный километр. Расовый состав Саут-Уиттиер по данным переписи распределился следующим образом: 52,47 % белых, 1,47 % — чёрных или афроамериканцев, 1,23 % — коренных американцев, 3,02 % — азиатов, 0,26 % — выходцев с тихоокеанских островов, 5,18 % — представителей смешанных рас, 36,37 % — других народностей. Испаноговорящие составили 69,31 % от всех жителей статистически обособленной местности.
Из 14 673 домашних хозяйства в 48,0 % — воспитывали детей в возрасте до 18 лет, 60,5 % представляли собой совместно проживающие супружеские пары, в 15,5 % семей женщины проживали без мужей, 16,4 % не имели семей. 12,2 % от общего числа семей на момент переписи жили самостоятельно, при этом 5,1 % составили одинокие пожилые люди в возрасте 65 лет и старше. Средний размер домашнего хозяйства составил 3,74 человека, а средний размер семьи — 3,99 человека.
Население статистически обособленной местности по возрастному диапазону по данным переписи 2000 года распределилось следующим образом: 33,1 % — жители младше 18 лет, 10,5 % — между 18 и 24 годами, 31,5 % — от 25 до 44 лет, 16,7 % — от 45 до 64 лет и 8,2 % — в возрасте 65 лет и старше. Средний возраст жителей составил 29 лет. На каждые 100 женщин в Саут-Уиттиер приходилось 100,8 мужчины, при этом на каждые сто женщин 18 лет и старше приходилось 97,8 мужчины также старше 18 лет.
Средний доход на одно домашнее хозяйство в статистически обособленной местности составил 47 378 долларов США, а средний доход на одну семью — 49 756 долларов. При этом мужчины имели средний доход в 32 314 долларов США в год против 25 605 долларов среднегодового дохода у женщин. Доход на душу населения в статистически обособленной местности составил 15 080 долларов в год. 9,2 % от всего числа семей в округе и 12,4 % от всей численности населения находилось на момент переписи населения за чертой бедности, при этом 15,0 % из них были моложе 18 лет и 7,5 % — в возрасте 65 лет и старше.